# Kristie Mewis
Kristie Anne Mewis (Weymouth, 25 de fevereiro de 1991) é uma futebolista estadunidense que atua como meio-campista. Atualmente joga pelo NJ/NY Gotham FC.

## Carreira
Ela estudou na Whitman-Hanson Regional High School e jogou no time de futebol. Terminou sua carreira escolar com 74 gols e 34 assistências. Em 2008, Mewis foi eleita a Jogadora Juvenil do Ano da NSCAA e a Atleta Jovem Feminina do Ano nos Estados Unidos. Em janeiro de 2013, Mewis foi chamada para o campo de treinamento nacional pelo técnico Tom Sermanni, em preparação para um amistoso contra a Escócia.

## Títulos
Estados Unidos
- Jogos Olímpicos: 2020 (medalha de bronze)
- SheBelieves Cup: 2021